# Centro Floreasca
El Centro Floreasca es un centro multifuncional compuesto por dos edificios de oficinas en Bucarest, la capital de Rumania. Uno de ellos, la SkyTower, es el edificio más alto de la ciudad y del país. Debe su nombre a Floreasca, el distrito donde está ubicado. En su inmediaciones se encuentra la Oracle Tower.

## Construcción
La financiación obtenida de Raiffeisen Bank International fue de unos 95,5 millones de euros. El proyecto se construyó por etapas. En la primera se desarrolló la SkyTower. Situado entre dos de las arterias arteriales de Bucarest, Calea Floreasca y la calle Barbu Văcărescu, es el segundo edificio de oficinas diseñado como un edificio de gran altura con una altura de 137 m. 
Su fachada tiene una estructura oblonga de 4 pisos con áreas transparentes, translúcidas y opacas. El 6 de junio de 2012, SkyTower alcanzó el piso 36 y se convirtió en el edificio más alto de Rumania. La ceremonia de coronamiento se llevó a cabo el 28 de junio de 2012.
La segunda etapa, el ala de oficinas, es un edificio de oficinas de 7 plantas y planta poligonal (superficie bruta aproximada de 26 000 m²). En la tercera etapa, se desarrolló el centro comercial y de entretenimiento tiene una superficie bruta de aprox. 110.000 m² y se divide en 3 plantas sótano con aprox. 1.300 estacionamientos. Este último recibió de la Sociedad Austriaca de Edificios Sostenibles el certificado "Oro" emitido de acuerdo con los estándares OGNI / DGNB.